# Обстоятельства, исключающие преступность деяния
Обстоятельства, исключающие преступность деяния — это признаваемые уголовным законом условия, при которых деяния, формально содержащие в себе признаки объективной стороны предусмотренного уголовным законом преступления, не влекут за собой уголовной ответственности.

## Теории обстоятельств, исключающих преступность деяния
Существует несколько теорий, касающихся природы таких обстоятельств.
Согласно первой, наиболее известной и общепринятой теории, преступность деяния исключается ввиду того, что отсутствует материальный признак такой преступности: общественная опасность совершённого деяния; при этом вред, который причиняется деянием, рассматривается как «общественно нейтральный» или даже «общественно полезный». Данная концепция была разработана советской уголовно-правовой доктриной.
В последнее время учёными предпринимаются попытки создать новые объяснения юридической природы таких обстоятельств.
Интерес представляет, например, теория «внешнего фактора», согласно которой исключается признак не общественной опасности деяния, а его противоправности: причинённый вред считается допустимым при наличии предусмотренных законом оснований такой допустимости.
Например, Уголовный кодекс РФ предусматривает шесть оснований допустимости вреда, которые формально исключают его признание преступным, и, следовательно, противоправным. Фактически закон предоставляет неопределённому кругу лиц право причинить вред объектам уголовно-правовой охраны в определённых чётко ограниченных ситуациях: при необходимой обороне, крайней необходимости, обоснованном риске и т. д.; причинение вреда при реализации данного права не влечёт ответственности и наказания.
Согласно ещё одному мнению, обстоятельства данной категории исключают ответственность в силу социальной полезности деяний, совершаемых в предусмотренных законом условиях.
Наконец, некоторые специалисты указывают, что основания исключения преступности деяния носят комплексный характер: отказ государства от уголовного преследования (исключение противоправности) в данной ситуации связан с отсутствием общественной опасности деяния, а также с возможным отсутствием вины лица в его совершении.

## Круг обстоятельств, исключающих преступность деяния
Как правило, исключающими преступность деяния могут быть признаны лишь деяния, прямо предусмотренные в качестве таковых уголовным законодательством. УК РФ предусматривает шесть таких обстоятельств: необходимая оборона, причинение вреда при задержании лица, совершившего преступление, крайняя необходимость, физическое или психическое принуждение, обоснованный риск, исполнение приказа или распоряжения. Законодательство других государств мира, как правило, предусматривает такие обстоятельства, как необходимая оборона и крайняя необходимость. Кроме того, могут предусматриваться такие обстоятельства, как исполнение долга, законное осуществление своего права, профессиональных или должностных обязанностей (ст. 21 УК Испании); проведение познавательного, медицинского, технического или экономического эксперимента (§ 1 ст. 27 УК Польши); согласие потерпевшего (§ 226 УК Германии). Закон о наказаниях Афганистана 1976 года предусматривает сложную систему таких обстоятельств, которая включает совершение деяния, не противоречащего шариату, осуществление своего права (родителями или педагогом), согласие больного на операцию, причинение вреда при спортивных состязаниях (если они проходили в пределах установленных правил), задержание лица, совершившего преступление (если оно происходит с соблюдением правил, предусмотренных законом), исполнение служебных обязанностей, необходимую оборону.
В уголовно-правовой теории также предлагаются дополнения и уточнения к данному перечню. Например, называются такие обстоятельства, которые могли бы исключать преступность деяния: согласие потерпевшего, осуществление общественно полезных профессиональных функций, осуществление своего права, принуждение к повиновению. Совершение преступления при данных обстоятельствах, если они не находят отражения в уголовном законе, может влиять на назначение наказания, рассматриваясь в качестве смягчающего обстоятельства.

## Последствия установления обстоятельств, исключающих преступность деяния
Если в ходе расследования инцидента, связанного с причинением вреда, будет выявлено, что имели место обстоятельства, исключающие преступность деяния, и соблюдены условия правомерности причинения вреда, уголовное дело и уголовное преследование в отношении данного лица подлежат прекращению.
Если вред причинён при превышении пределов допустимости причинения вреда, предусмотренных уголовно-правовыми нормами для такого рода обстоятельств, факт такого превышения должен получить самостоятельную уголовно-правовую оценку и может повлечь уголовную ответственность.

## Необходимая оборона
Необходимая оборона — это правомерная защита личности и прав обороняющегося и других лиц, а также охраняемых законом интересов общества и государства от общественно опасного посягательства, путём причинения вреда посягающему лицу.
Основным отличительным признаком необходимой обороны, отграничивающим её от других обстоятельств, исключающих преступность деяния, является причинение вреда именно посягающему, а не другим лицам.

## Причинение вреда при задержании лица, совершившего преступление
Причинение вреда при задержании лица, совершившего преступление, предусмотрено в качестве обстоятельства, исключающего преступность деяния, уголовным законодательством России и некоторых других стран. Допустимым является причинение вреда лицу, которое совершило оконченное преступное деяние и пытается избежать ответственности за него, в целях его задержания для передачи правоохранительным органам и предотвращения совершения данным лицом новых преступлений.
От необходимой обороны данное обстоятельство отличается тем, что вред причиняется в момент, когда посягательство уже не является наличным, когда преступник уже завершил совершение действий, направленных на причинение преступного вреда.
В большинстве стран действия лиц, совершающих задержание преступника, в том числе с причинением ему вреда, регулируются уголовно-процессуальным правом.

## Крайняя необходимость
Крайняя необходимость — случаи, когда лицо для того, чтобы предотвратить ущерб своим личным интересам, интересам других лиц, общества и государства, вынужденно причиняет вред другим охраняемым интересам.
Основанием действий лица, совершаемых в состоянии крайней необходимости, является наличие угрозы причинения вреда его личным интересам или интересам третьих лиц. Угроза может быть обусловлена действием сил стихии, носить и техногенный характер, вызываться  физиологическими процессами в организме человека, а также противоправными действиями людей. Вред при крайней необходимости причиняется интересам третьих лиц, не имеющих отношения к возникшей опасности, в этом заключается её отличие от необходимой обороны. Поэтому общим условием правомерности причинения вреда считается меньший размер причинённого вреда по сравнению с предотвращённым.

## Физическое или психическое принуждение
Физическое или психическое принуждение — это противоправное применение насилия (физического или психического) к лицу, которое осуществляется с целью добиться совершения данным лицом вопреки его воле общественно опасного деяния.
Ответственность в такой ситуации исключается вследствие того, что действия совершаются лицом не по своей воле и, следовательно, невиновно.
Как правило, безусловно признаётся исключающим ответственность непреодолимое принуждение, лишавшее лицо возможности действовать по своему усмотрению. Если же возможность выбора непреступного варианта поведения у принуждаемого сохранялась, имеет место ситуация, схожая с крайней необходимостью: для предотвращения вреда своим охраняемым законом интересам принуждаемый причиняет вред интересам третьего лица. Вред, причинённый в таких ситуациях, оценивается как причинённый в состоянии крайней необходимости: то есть, для признания его причинения правомерным он должен быть меньше предотвращённого вреда и причинение вреда должно являться именно крайним выходом из сложившейся ситуации.

## Обоснованный риск
Обоснованный риск представляет собой правомерное поведение (действие или бездействие) лица, направленное на достижение общественно полезной цели, при осуществлении которой имеется вероятность наступления неблагоприятных последствий, в том числе причинения вреда охраняемым уголовным правом интересам и благам.
Примером ситуации, связанной с обоснованным риском, могут быть испытания новых транспортных средств (автомобилей, самолётов и т.д.), направленные на выявление скрытых дефектов проектирования, так как при таких испытаниях всегда существует вероятность аварии данного транспортного средства, результатом которой может стать причинение материального ущерба или даже гибель испытателя. Другими сферами, в которых ситуация обоснованного риска также встречается достаточно часто, являются медицина и коммерческая деятельность.

## Исполнение приказа или распоряжения
Может быть освобождено от ответственности лицо, осуществлявшее общественно опасные действия в рамках исполнения обязательных для него приказа или распоряжения. Данный институт пришёл в национальное уголовное право из практики международных уголовных судов и трибуналов.
Условиями освобождения от ответственности за исполнение приказа являются: наличие у лица, отдавшего приказ, соответствующих полномочий, наличие обязанности исполнить приказ и ответственности за его неисполнение, отсутствие заведомой незаконности приказа.
Отдача заведомо незаконного приказа может рассматриваться как подстрекательство к преступлению (покушение на подстрекательство к преступлению, если приказ не был исполнен), либо как посредственное причинение (если исполнитель не осознает незаконности приказа). Исполнитель несёт ответственность за исполнение заведомо незаконного приказа наряду с отдавшим его лицом. Лицо, не исполнившее заведомо незаконный приказ, не может быть привлечено к ответственности за его неисполнение.